# Глаубиц
Глаубиц (нем. Glaubitz) — община в Германии, в земле Саксония. Подчиняется земельной дирекции Дрезден. Входит в состав района Риза-Гросенхайн. Подчиняется управлению Нюнхриц. Население составляет 2016 человек (на 31 декабря 2010 года). Занимает площадь 13,97 км².
Община подразделяется на 3 сельских округа.

## Население
| Год  | Численность | Численность |
| ---- | ----------- | ----------- |
| 2017 | 2109        | [ 1 ]       |
| 2019 | 2199        | [ 3 ]       |
| 2021 | 2079        | [ 4 ]       |
| 2022 | 2069        | [ 5 ]       |
| 2023 | 2073        | [ 2 ]       |